# Concussion (phim 2015)
Concussion là một bộ phim tiểu sử chính kịch về đề tài thể thao năm 2015 của Mỹ do Peter Landesman đạo diễn và viết kịch bản, dựa trên vụ phơi bày "Game Brain" của Jeanne Marie Laskas, xuất bản năm 2009 bởi tạp chí GQ. Lấy bối cảnh 2002, Diễn viên Will Smith thủ vai Tiến sĩ Bennet Omalu, một nhà nghiên cứu pháp y chống lại National Football League đang cố gắng bác bỏ nghiên cứu của anh về hội chứng chấn thương mãn tính ở não (CTE) mà các cầu thủ bóng bầu dục phải chịu đựng. Phim cũng có sự tham gia của Alec Baldwin, Gugu Mbatha-Raw và Albert Brooks.